# Смеловская
Смело́вская — посёлок железнодорожной станции в Верхнеуральском районе Челябинской области России. Входит в состав Кирсинского сельского поселения.

## География
Посёлок находится рядом с рекой Малый Кизил, на расстоянии 65 км к юго-западу от города Верхнеуральск, административного центра района.

## Население
| 2002 | 2010 |
| ---- | ---- |
| 119  | ↘108 |

### Половой состав
По данным Всероссийской переписи, в 2010 году численность населения посёлка составляла 108 человек (48 мужчин и 60 женщин).

## Улицы
Уличная сеть посёлка состоит из двух улиц (Вокзальная и Железнодорожная).

## Транспорт
В посёлке расположена одноимённая ж/д станция.

## Археология
Стоянка в пещере «Смеловская II» относится к самому началу позднего палеолита.